# Kris Stadsgaard
Kris Stadsgaard (n. 1 august 1985, Copenhaga, Danemarca) este un fotbalist liber de contract.